# Watermelon Sugar (bài hát của Harry Styles)
"Watermelon Sugar" là một bài hát của ca sĩ người Anh Harry Styles trong album phòng thu thứ hai của anh ấy Fine Line (2019), được đưa vào bài hát thứ hai trong album. Styles đã viết bài hát với Mitch Rowland và với các nhà sản xuất, Tyler Johnson và Kid Harpoon. Bài hát được lấy cảm hứng từ cuốn tiểu thuyết Mỹ In Watermelon Sugar (1968) của Richard Brautigan. "Watermelon Sugar" là một bài hát funk-pop, rock, indie pop kết hợp với guitar và kèn.
Ban đầu bài hát được phát hành dưới dạng đĩa đơn quảng cáo từ Fine Line vào ngày 16 tháng 11 năm 2019, "Watermelon Sugar" sau đó được phát hành dưới dạng đĩa đơn thứ tư của album vào ngày 15 tháng 5 năm 2020. Bài hát nhìn chung được các nhà phê bình âm nhạc đón nhận một cách nồng nhiệt. Bài hát cũng đạt thành tích tốt về mặt thương mại, lọt vào top 10 hơn 20 quốc gia, bao gồm Anh, Úc, Canada và Mỹ, nó trở thành đĩa đơn quán quân đầu tiên của Styles trên bảng xếp hạng Billboard 100. Nó đã giành được Giải Grammy năm 2021 cho Trình diễn đơn ca pop xuất sắc nhất, đồng thời giành được Bài hát của năm tại Lễ trao giải Brit lần 41 cùng năm.
Video âm nhạc của "Watermelon Sugar" được phát hành vào ngày 18 tháng 5 năm 2020 và nhận được nhiều đánh giá tích cực. Video được đạo diễn bởi Bradley & Pablo được quay ở Malibu, California, có sự góp mặt của Styles với rất nhiều người nhảy múa và thưởng thức dưa hấu. Styles đã quảng bá đĩa đơn bằng buổi biểu diễn trực tiếp trên truyền hình bao gồm Saturday Night Live,  Later... with Jools Holland và Today.

## Bối cảnh và phát hành
"Watermelon Sugar" được viết bởi Styles Mitch Rowland và các nhà sản xuất Tyler Johnson và Kid Harpoon. Nó được viết vào tháng 9 năm 2017 khi Styles được nghỉ Harry Styles: Live on Tour. Họ đến The Cave Studio ở Nashville, Tennessee và bắt đầu buổi họp bằng cách chỉ chơi xung quanh. Cuối cùng, họ bắt đầu đưa ra một số ý tưởng và nghĩ ra giai điêụ điệp khúc. Họ dựa vào cuốn sách, In Watermelon Sugar của Richard Brautigan và nghĩ rằng nó sẽ hay như đoạn hook. Bài hát được đồn đại rằng là viết về bạn gái cũ của Styles là Camille Rowe, người là fan của cuốn sách này.
Bài hát lần đầu tiên Styles hé lộ trong một dòng tweet ngày 22 tháng 10 năm 2019. Ngay sau đó, nó được tiết lộ bởi ITunes là bài hát thứ hai trong Fine Line."Watermelon Sugar" được công chiếu lần đầu lúc 23:30 ET ngày 16 tháng 11 năm 2019 (4:30 UCT ngày 17 tháng 11) là đĩa đơn quảng cáo đầu tiên của Fine Line mà không có bất kì thông báo trước nào. Nó đi kèm với một video âm thanh, hiển thị ảnh bìa của Fine Line, ngoại trừ một quả dưa hấu trên tay. Bài hát sau đó có trên đài phát thanh hit đương đại ở Úc vào ngày 15 tháng 5 năm 2020, là đĩa đơn chính thức thứ tư của album và cũng được gửi đến đài phát thanh ở Ý, Canada và Mỹ. Styles đã quảng cáo bài hát bằng một trình tạo meme trên trang web của anh ấy có nhiều lời bài hát khác nhau từ bài hát lấy trên nền lấy cảm hứng từ dưa hấu.

## Nhạc và lời
"Watermelon Sugar" là một bài hát rock,funk-pop,indie pop, mang yếu tố của thập niên 1970 và soul. Nó được sáng tác trong nhịp 4
4 và khoá của la thứ, với nhịp độ 96 nhịp mỗi phút và các hợp âm bắt đầu là Dm7–Am7–C–G. Bản nhạc có cấu trúc gồm mở đầu, đoạn chuyển, điệp khúc, hậu điệp khúc, đoạn cầu, điệp khúc, hậu điệp khúc và run trong hai phút năm mươi ba giây. Được hỗ trở bởi guitar và kèn, bài hát cũng chứa những yếu tố của kèn đồng, âm hưởng mùa hè và giai điệu đơn giản gợi nhớ đến nhạc jazz. Bài hát được mở đầu bằng tiếng đàn guitar trong đó tiếng guitar điện và trống đã sớm hoà quyện vào với nhau. Kèn trumpet được thêm vào trong đoạn điệp khúc thứ hai, và phát triển đến đoạn cầu, nổi bật với những tiếng kèn và nốt cao xuất thần. Bài hát kết thúc với những tiếng kèn đồng.
Giọng hát của Styles, được mô tả là "khàn", kéo dài từ D3 đến A4. Bài hát sử dụng phép ẩn dụ của trái câu và mùa hè để mô tả một cuộc gặp gỡ tình dục. Theo Styles, bài hát nói về cảm giác hưng phấn và phấn khích ban đầu khi một người lần đầu tiên nhìn thấy ai đó. Styles chia sẻ rằng đó là về sự cực khoái của phụ nữ. Anh ấy sử dụng các nốt dài để truyền tải thông điệp này và đoạn điệp khúc cuối thể hiện quãng giọng cao hơn của Styles. Ca từ của bài hát sử dụng phép tu từ và hình ảnh.

## Đánh giá chuyên môn
"Watermelon Sugar" nhìn chung được các nhà phê bình âm nhạc đón nhận một cách nồng nhiệt. Đoạn guitar hook của bài hát đã được Charu Sinha của Vulture khen ngợi. Trong một bài đánh giá tích cực của USA Today, Patrick Ryan đã gọi đây là một "điểm nổi bật gây say" trên Fine Line viết rằng nó "[gói gọn] tinh thần sôi nổi oi bức của dự án".

## Giải thưởng và đề cử
| Năm  | Tổ chức                                 | Giải thưởng                          | Kết quả   | Ref.   |
| ---- | --------------------------------------- | ------------------------------------ | --------- | ------ |
| 2020 | MTV Millennial Awards Brazil            | Global Hit                           | Đề cử     | [ 32 ] |
| 2020 | MTV Video Music Awards                  | Song of Summer                       | Đề cử     | [ 33 ] |
| 2020 | NRJ Music Awards                        | Video of the Year                    | Đề cử     | [ 34 ] |
| 2020 | Premios MUSA                            | Anglo International Song of the Year | Đoạt giải | [ 35 ] |
| 2021 | GAFFA Awards (Denmark)                  | International Hit of The Year        | Đoạt giải | [ 36 ] |
| 2021 | 'SEC' Awards                            | International Song of The Year       | Đoạt giải | [ 37 ] |
| 2021 | RTHK 32nd International Pop Poll Awards | Top Ten International Gold Songs     | Đoạt giải | [ 38 ] |
| 2021 | 2021 ASCAP Pop Music Awards             | Most Performed Pop Songs of 2020     | Đoạt giải | [ 39 ] |
| 2021 | MTV Video Play Awards                   | Top 20 Music Videos                  | Đoạt giải | [ 40 ] |
| 2021 | Grammy Awards                           | Best Pop Solo Performance            | Đoạt giải | [ 41 ] |
| 2021 | Brit Awards                             | British Single of the Year           | Đoạt giải | [ 42 ] |
| 2021 | iHeartRadio Music Awards                | Song of the Year                     | Đề cử     | [ 43 ] |
| 2021 | iHeartRadio Music Awards                | Best Music Video                     | Đề cử     | [ 43 ] |
| 2021 | Myx Music Awards                        | Favorite International Video         | Đề cử     | [ 44 ] |

| Xuất bản      | Danh sách                                     | Thứ hạng | Ref.   |
| ------------- | --------------------------------------------- | -------- | ------ |
| BBC           | The best albums and songs of 2020             | —        | [ 45 ] |
| Billboard     | The 100 Best Songs of 2019: Staff List        | 44       | [ 46 ] |
| Billboard     | The 25 Best Music Videos of 2020: Staff Picks | 1        | [ 47 ] |
| Gigwise       | The Gigwise 20 Best Tracks of 2020            | 18       | [ 48 ] |
| Rolling Stone | Rob Sheffield's Top 25 Songs of 2020          | 1        | [ 49 ] |
| Slate         | Top 20 Singles                                | 11       | [ 50 ] |
| USA Today     | Best music videos of 2020                     | —        | [ 51 ] |

## Danh sách nghe
- Cassette và 7-inch vinyl[52]

1. "Watermelon Sugar" – 2:53
2. "Watermelon Sugar" (Instrumental Version) – 2:53

## Xếp hạng
| Chart (2019–2021)                         | Peak position |
| ----------------------------------------- | ------------- |
| Argentina (Argentina Hot 100)             | 26            |
| Úc (ARIA)                                 | 5             |
| Áo (Ö3 Austria Top 40)                    | 5             |
| Bỉ (Ultratop 50 Flanders)                 | 2             |
| Bỉ (Ultratop 50 Wallonia)                 | 2             |
| Bolivia (Monitor Latino)                  | 7             |
| Brazil (Top 100 Brasil)                   | 2             |
| Canada (Canadian Hot 100)                 | 3             |
| Canada AC (Billboard)                     | 1             |
| Canada CHR/Top 40 (Billboard)             | 2             |
| Canada Hot AC (Billboard)                 | 1             |
| CIS (Tophit)                              | 93            |
| Colombia (National-Report)                | 32            |
| Croatia (HRT)                             | 3             |
| Cộng hòa Séc (Rádio Top 100)              | 9             |
| Cộng hòa Séc (Singles Digitál Top 100)    | 4             |
| Đan Mạch (Tracklisten)                    | 10            |
| Dominican Republic (SODINPRO)             | 31            |
| El Salvador (Monitor Latino)              | 16            |
| Estonia (Eesti Tipp-40)                   | 8             |
| Pháp (SNEP)                               | 31            |
| Đức (GfK)                                 | 15            |
| Thế giới Global 200 (Billboard)           | 9             |
| Greece (IFPI)                             | 6             |
| Hungary (Rádiós Top 40)                   | 10            |
| Hungary (Single Top 40)                   | 3             |
| Hungary (Stream Top 40)                   | 6             |
| Iceland (Plötutíðindi)                    | 3             |
| India (IMI)                               | 13            |
| Ireland (IRMA)                            | 2             |
| Israel (Media Forest)                     | 1             |
| Ý (FIMI)                                  | 21            |
| Latvia (LAIPA)                            | 16            |
| Lebanon (OLT20)                           | 7             |
| Lithuania (AGATA)                         | 1             |
| Malaysia (RIM)                            | 9             |
| Mexico Airplay (Billboard)                | 2             |
| Hà Lan (Dutch Top 40)                     | 2             |
| Hà Lan (Single Top 100)                   | 4             |
| New Zealand (Recorded Music NZ)           | 4             |
| Na Uy (VG-lista)                          | 5             |
| Ba Lan (Polish Airplay Top 100)           | 11            |
| Bồ Đào Nha (AFP)                          | 1             |
| Romania (Airplay 100)                     | 40            |
| Scotland (OCC)                            | 5             |
| Singapore (RIAS)                          | 12            |
| Slovakia (Rádio Top 100)                  | 6             |
| Slovakia (Singles Digitál Top 100)        | 7             |
| Slovenia (SloTop50)                       | 1             |
| South Africa (RISA)                       | 23            |
| South Korea (Gaon)                        | 101           |
| Tây Ban Nha (PROMUSICAE)                  | 41            |
| Thụy Điển (Sverigetopplistan)             | 9             |
| Thụy Sĩ (Schweizer Hitparade)             | 3             |
| Anh Quốc (OCC)                            | 4             |
| Hoa Kỳ Billboard Hot 100                  | 1             |
| Hoa Kỳ Adult Contemporary (Billboard)     | 7             |
| Hoa Kỳ Adult Pop Airplay (Billboard)      | 1             |
| Hoa Kỳ Dance/Mix Show Airplay (Billboard) | 4             |
| Hoa Kỳ Pop Airplay (Billboard)            | 1             |
| US Rolling Stone Top 100                  | 7             |

| Chart (2020)               | Position |
| -------------------------- | -------- |
| Brazil (Pro-Música Brasil) | 27       |
| Paraguay (SGP)             | 86       |

| Chart (2020)                          | Position |
| ------------------------------------- | -------- |
| Australia (ARIA)                      | 6        |
| Austria (Ö3 Austria Top 40)           | 14       |
| Belgium (Ultratop Flanders)           | 10       |
| Belgium (Ultratop Wallonia)           | 18       |
| Canada (Canadian Hot 100)             | 16       |
| Croatia (HRT)                         | 36       |
| Denmark (Tracklisten)                 | 24       |
| France (SNEP)                         | 76       |
| Germany (Official German Charts)      | 43       |
| Hungary (Rádiós Top 40)               | 70       |
| Hungary (Single Top 40)               | 35       |
| Hungary (Stream Top 40)               | 12       |
| Iceland (Plötutíðindi)                | 11       |
| Ireland (IRMA)                        | 9        |
| Italy (FIMI)                          | 44       |
| Netherlands (Dutch Top 40)            | 6        |
| Netherlands (Single Top 100)          | 16       |
| New Zealand (Recorded Music NZ)       | 10       |
| Norway (VG-lista)                     | 20       |
| Poland (Polish Airplay Top 100)       | 93       |
| Portugal (AFP)                        | 13       |
| Sweden (Sverigetopplistan)            | 18       |
| Switzerland (Schweizer Hitparade)     | 17       |
| UK Singles (OCC)                      | 10       |
| US Billboard Hot 100                  | 20       |
| US Adult Contemporary (Billboard)     | 33       |
| US Adult Top 40 (Billboard)           | 11       |
| US Dance/Mix Show Airplay (Billboard) | 11       |
| US Mainstream Top 40 (Billboard)      | 8        |

| Chart (2021)                      | Position |
| --------------------------------- | -------- |
| Australia (ARIA)                  | 31       |
| Austria (Ö3 Austria Top 40)       | 67       |
| Belgium (Ultratop Flanders)       | 61       |
| Canada (Canadian Hot 100)         | 79       |
| Denmark (Tracklisten)             | 69       |
| France (SNEP)                     | 87       |
| Global 200 (Billboard)            | 23       |
| Hungary (Rádiós Top 40)           | 33       |
| New Zealand (Recorded Music NZ)   | 40       |
| Portugal (AFP)                    | 28       |
| Switzerland (Schweizer Hitparade) | 48       |
| UK Singles (OCC)                  | 43       |
| US Adult Contemporary (Billboard) | 13       |

| Chart (2022)           | Position |
| ---------------------- | -------- |
| Australia (ARIA)       | 44       |
| Global 200 (Billboard) | 46       |
| UK Singles (OCC)       | 71       |